# Пшимяркі (гміна Уршулін)
Пшимяркі (пол. Przymiarki) — село в Польщі, у гміні Уршулін Володавського повіту Люблінського воєводства. Населення — 50 осіб (2011).

## Історія
За даними етнографічної експедиції 1869—1870 років під керівництвом Павла Чубинського, у селі переважно проживали греко-католики, які розмовляли українською мовою.
У 1921 році село входило до складу гміни Воля-Верещинська Володавського повіту Люблінського воєводства Польської Республіки.
У 1975—1998 роках село належало до Холмського воєводства.

## Демографія
За переписом населення Польщі 10 вересня 1921 року в селі налічувалося 9 будинків та 50 мешканців, з них:
- 26 чоловіків та 24 жінки;
- 27 православних, 23 римо-католики;
- 27 українців, 23 поляки.

Демографічна структура станом на 31 березня 2011 року:
|          | Загалом | Допрацездатний вік | Працездатний вік | Постпрацездатний вік |
| -------- | ------- | ------------------ | ---------------- | -------------------- |
| Чоловіки | 24      | 4                  | 11               | 9                    |
| Жінки    | 26      | 5                  | 8                | 13                   |
| Разом    | 50      | 9                  | 19               | 22                   |